# RS-474
Pour les articles homonymes, voir Route 474.
La RS-474 est une route locale de l'État du Rio Grande do Sul, située dans la mésorégion métropolitaine de Porto Alegre. Elle relie la municipalité de Rolante à celle de Santo Antônio da Patrulha, la RS-239 à la BR-290. Elle est longue de 35 km.